# Gudrun Tiedge
Gudrun Tiedge, geborene Lemke (* 29. September 1953 in Garz/Rügen) ist eine deutsche Juristin, die von 1998 bis 2016 für die Die Linke Landtagsabgeordnete in Sachsen-Anhalt war.

## Leben
Nach einem Jurastudium war Tiedge von 1978 bis 1991 Staatsanwältin in der DDR. Zudem war sie Mitglied der SED und von 1971 bis 1977 aktiv als IM „Rosemarie“ bzw. „Rosemarie Lehmann“ für das Ministerium für Staatssicherheit der DDR tätig und als DDR-Staatsanwältin mitverantwortlich für die Verurteilung von DDR-Flüchtlingen. Sie hatte jahrelang handgeschriebene Berichte über politische Einstellungen von Klassenkameraden und Lehrern der Erweiterten Oberschule in Grevesmühle geliefert. Bei einer Befragung durch das sachsen-anhaltischen Justizministerium beantwortete sie 1991 die Frage nach einer Stasi-Mitarbeit mit „Nein“, um als ehemalige DDR-Staatsanwältin in den Staatsdienst übernommen zu werden. Die anschließende Überprüfung ihrer Stasi-Akten durch das Ministerium führte im Juli 1991 zur Entlassung als Beamtin.
1998 wurde Tiedge über die Landesliste der PDS in den Landtag von Sachsen-Anhalt gewählt. Im Dezember des gleichen Jahres wurde sie mit mehr als einer Zweidrittelmehrheit als Vorsitzende des Verfassungs- und Rechtsausschusses des Landtags abgelöst, Ministerpräsident Wolfgang Böhmer forderte ein Zeichen gegen moralische Beliebigkeit. Neben ihrem Mandat arbeitete sie als Rechtsanwältin. Damit ihre Stasi-Vergangenheit nicht zum Hindernis für eine eventuelle Koalition von Linken, SPD und Grünen nach der Landtagswahl in Sachsen-Anhalt 2016 werden sollte, stellte die Linke Tiedge für die Wahl nicht mehr als Kandidatin auf.

## Stiftungsrat der sachsen-anhaltischen Gedenkstättenstiftung
Ihre Partei vertritt sie seit Oktober 2006 im Stiftungsrat der Stiftung zur Aufarbeitung der SED-Diktatur. Da Tiedge selbst bis 1989 aktiv in diesem totalitären System mitgewirkt hatte, insbesondere als inoffizielle Mitarbeiterin der Stasi und Staatsanwältin bei Anklagen wegen „ungesetzlichem Grenzübertritt“, werfen Opferverbände dem Landtag vor, den „Bock zum Gärtner“ zu machen. Die Linkspartei hält an ihrer Kandidatin fest und fordert demokratische Wahlen zu einem solchen Gremium zu akzeptieren. Die Opferverbände haben daraufhin ihre Mitarbeit im Stiftungsrat eingestellt.